# Нэнси Дрю. Сокровище королевской башни
«Нэнси Дрю. Сокровище королевской башни» (англ. Treasure in the Royal Tower) — четвёртая игра из серии компьютерных игр про Нэнси Дрю, созданная компанией Her Interactive. Игра основана на одноимённой книге основной серии о приключениях девушки-детектива: «Загадочные приключения Нэнси Дрю».

## Игровой процесс
Геймплей игры мало отличается от других игр серии: интерфейс всё тот же, головоломки классические. Как и в предыдущих играх серии, экран поделён на три основных части. В верхней отображается вид на локацию от первого лица, там же можно выбирать действия и перемещаться между локациями, а в двух нижних расположен инвентарь и поле с описанием предметов и диалогами. По мнению рецензента Adventure Gamers, поле, где происходит основное действие игры, слишком маленькое, а постоянно отображаемое окно диалогов только занимает лишнее место на экране большую часть времени.
Локации в игре можно осмотреть, поворачиваясь на все 360 градусов. Они выполнены качественно в 3D, достаточно яркие и реалистичные. В игре курсором мыши можно было и взаимодействовать с предметами и перемещаться по локациям. Курсор обычно выглядит как лупа, он подсвечивается красным при наведении на предметы, с которыми можно взаимодействовать, и меняет форму на стрелку, если возможно перемещение.
В игре есть два уровня сложности. Выбрать один из них можно только в начале игры. Уровни влияют на количество подсказок и сложность головоломок, но не на исход игры или сюжет. Большинство головоломок лёгкие, часть создается случайным образом, так что для них не существует прохождения.
В случае совершения какой-нибудь фатальной ошибки, появляется возможность использовать функцию «Второй шанс» и начать игру с места прямо перед совершенной ошибкой. Как и в предыдущих играх, Нэнси может позвонить своим друзьям: Джесс или Бесс, чтобы получить подсказки о том, что делать дальше.

## Сюжет
Действие игры разворачивается в Висконсине. Нэнси отправилась на отдых в горы и остановилась в шале, одна из башен которого была привезена из Франции и её когда-то навещала Мария-Антуанетта. Замок принадлежит подруге отца Нэнси Кристи Лейн и в последнее время стал довольно популярным местом. Кто-то ворвался в библиотеку замка, но ничего не пропало.
Разразившаяся снежная буря отрезала замок от цивилизации, так что Нэнси решает разобраться в этом случае и заодно узнать о сокровищах, которые по легенде были спрятаны Марией-Антуанеттой перед началом Французской революции.

## Отзывы
| Сводный рейтинг       | Сводный рейтинг |
| Агрегатор             | Оценка          |
| --------------------- | --------------- |
| GameRankings          | 71,25 %         |
| MobyRank              | 76              |
| Иноязычные издания    |                 |
| Издание               | Оценка          |
| GameZone              | 7,5 из 10       |
| AdventureGamers       | 3,5 из 5        |
| Universal Hint System | 3,5 из 5        |
| Русскоязычные издания |                 |
| Издание               | Оценка          |
| «Игромания»           | 6,0 из 10       |

При создании интерьеров замка мог использоваться облик реально существующей гостиницы «Замок Манреса», располагающейся в порте Таунсэнд, штат Вашингтон. Считается, что она населена призраками.
Обозреватель Adventure Gamers назвал игру в общем интересной. Все детали расследования хорошо складываются вместе, головоломки не кажутся чуждыми игре и вписываются в сюжет, создавая вполне логичную последовательность, а собранные в локациях предметы будут использоваться логично и по назначению. В отличие от игр типа Myst в этой игре нет множества поломанных устройств, которые необходимо починить, Нэнси в игре — самый настоящий детектив, которому приходится собирать информацию и улики. Головоломки в игре никогда не бывают слишком лёгкими. Довольно важным для развития сюжета в игре была сочтена возможность общения с персонажами, отсутствующая во многих играх жанра.
Анимация персонажей выполнена плавно и диалоги с ними легко вовлекают игрока в историю.
Музыка в игре утомительная и со временем надоедающая. Оригинальное озвучивание игры было сочтено выполненным правдоподобно, хотя временами голосам не хватает эмоций.
Игра была сочтена интересной не только для детей и подростков, но и для игроков постарше, хотя и слишком лёгкой для ветеранов квестов.
Локализация по оценке «Игромании» заработала 1 балл из 3: перевод не сильно искажает смысл, русский шрифт в диалогах ужасен, а голоса актёров «оставляют желать лучшего».